# Rucervus duvaucelii
O cervo de Duvaucel, barassinga, barasingha ou cervo do pântano (Rucervus duvaucelii, sin. Cervus duvaucelii) é uma espécie de cervídeo que ocorre no subcontinente indiano. Populações no norte e centro estão fragmentadas, e duas populações isoladas ocorrem no Nepal. Está extinto do Paquistão e em Bangladesh.
O descritor específico é em homenagem ao naturalista francês Alfred Duvaucel.
Essa espécie difere das outras espécies de cervídeos indianos, pois seus chifres possuem mais de três pontas. Machos adultos podem ter entre 10 e 14 pontas nos chifres, e há relatos de alguns com mais de 20.